# Chalid Szajch Muhammad
Chalid Szajch Muhammad, Chaled Szejk Mohammed (arab. ‏خالد شيخ محمد‎; ur. 1 marca 1964 lub 14 listopada 1965) – pakistański terrorysta, pomysłodawca i główny organizator zamachów na World Trade Center z 11 września 2001. Pełnił funkcję szefa operacji wojskowych Al-Ka’idy.
W 1996 roku na spotkaniu z Osamą bin Ladenem przedstawił pomysł ataku na USA. Dziesięć samolotów miało uderzyć w wieże World Trade Center, Kapitol, Biały Dom, Pentagon, siedzibę FBI i CIA. Bin Laden nie był zainteresowany pomysłem Chalida. Trzy lata później, w 1999 roku po ataku Amerykanów na obóz bin Ladena, szef Al-Ka’idy wezwał Chalida Szajcha Muhammada i wspólnie z Abu Hafsem wybrali cele ataku opracowanego przez Muhammada. Chalid zaczął szkolić ludzi Al-Ka’idy.
Chalid Szajch Muhammad został aresztowany przez Amerykanów 1 marca 2003 roku w pakistańskim Rawalpindi. Po aresztowaniu był przetrzymywany w tajnych więzieniach CIA, z których jedno miało być zlokalizowane w latach 2002–2005 w Starych Kiejkutach w Polsce. Tutaj Mohammed został co najmniej kilkadziesiąt razy poddany tzw. waterboardingowi, torturze polegającej na kontrolowanym topieniu. Przesłuchania prowadził były specjalista CIA od karteli narkotykowych Deuce Martinez.